# Амарашти (Долж)
Амарашти (рум. Amărăști) насеље је у Румунији у округу Долж у општини Фаркаш. Oпштина се налази на надморској висини од 169 m.

## Становништво
Према подацима из 2002. године у насељу је живело 612 становника.

### Попис2002.
| Расподела становништва по националности 2002.‍ | Расподела становништва по националности 2002.‍ | Расподела становништва по националности 2002.‍ | Расподела становништва по националности 2002.‍ | Расподела становништва по националности 2002.‍ |
| --------------------------------------------- | --------------------------------------------- | --------------------------------------------- | --------------------------------------------- | --------------------------------------------- |
|                                               |                                               |                                               |                                               |                                               |
| Румуни                                        | Румуни                                        |                                               | 484                                           | 79,1%                                         |
| Роми                                          | Роми                                          |                                               | 128                                           | 20,9%                                         |